# Larentia dionysius
Larentia dionysius är en fjärilsart som beskrevs av Hudson 1928. Larentia dionysius ingår i släktet Larentia och familjen mätare. Inga underarter finns listade i Catalogue of Life.